# Seznam funkcionalistických staveb v Olomouci

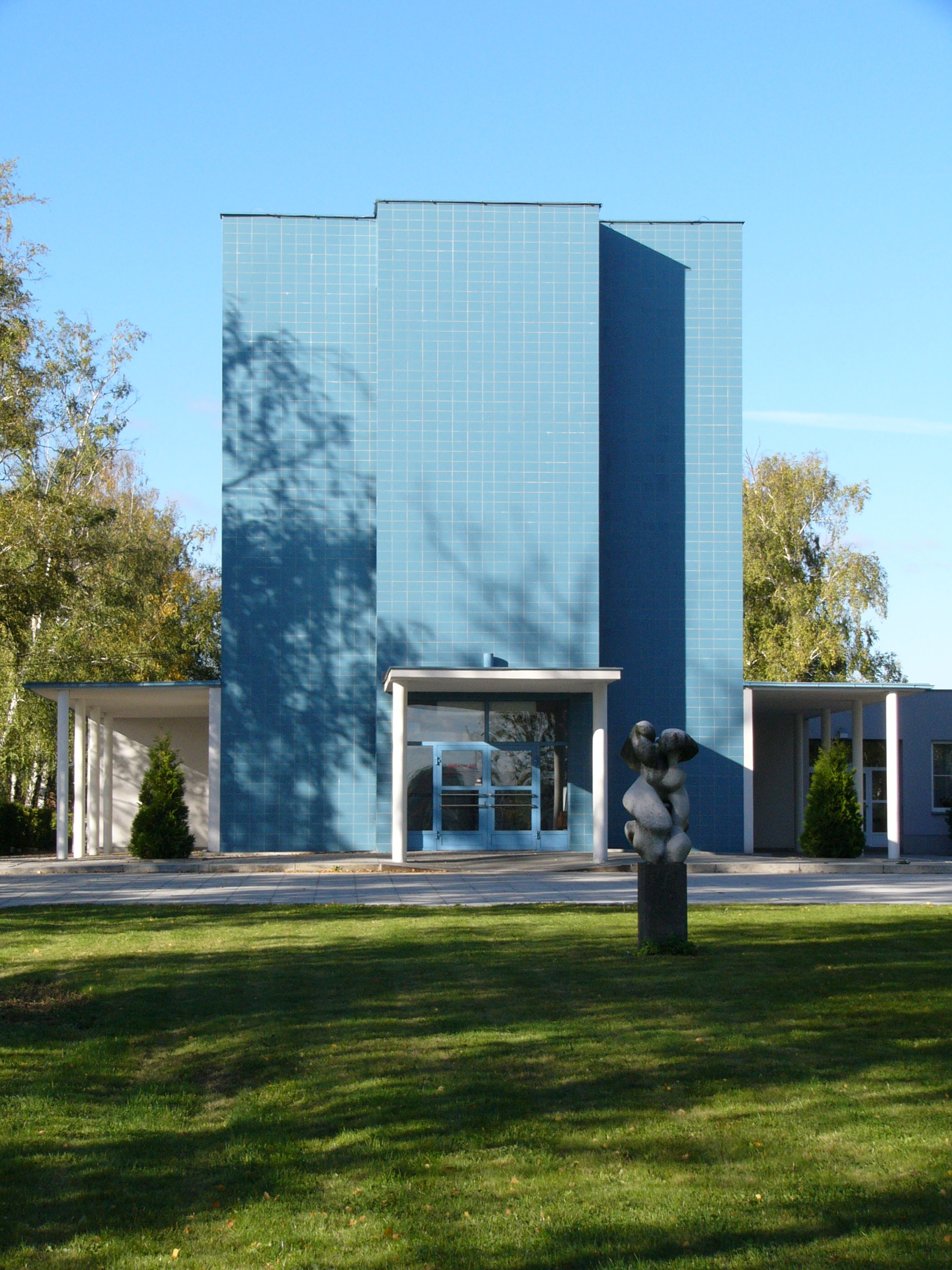
Krematorium v Olomouci z přelomu 20. a 30. let 20. století

Seznam funkcionalistických staveb v Olomouci je výčtem architektonicky významných staveb funkcionalismu na území města Olomouce.
Po první světové válce došlo v roce 1919 k vzniku velké Olomouce sloučením 15 obcí. Regulační plán od Ladislava Skřivánka z let 1923-1925 po kritice přepracovali v roce 1930 Josef Šejna a Max Urban. 
Funkcionalismus do olomoucké architektury pronikal od konce 20. let a vrcholil v souboru staveb Bohumíra F. A. Čermáka pro místní firmu ASO (Ander a syn v Olomouci) a v několika rodinných domech zde usazeného Lubomíra Šlapety. Naopak v obecních zakázkách byla zřetelná spíše tendence k tradicionalismu, kterou rozvíjel Klaudius Madlmayr a také Karl Fischer či Hans Stratil. V tomto duchu byl také sestaven návrh plánu města z let 1942-1943 od Emila Leo. 
Pozdní funkcionalismus do Olomouce v poválečné dvouletce vnášel Bedřich Rozehnal, avšak brzy se začala uplatňovat i historizující koncepce socialistického realismu.

## Seznam
| Název                                   | Obrázek                                 | Umístění                                                               | Architekt            | Rok       | Poznámky          |
| Vila Vladimíra Müllera                  |                                         | Lazce Černochova 6 49°36′2″ s. š., 17°15′37″ v. d.                     | Paul Engelmann       | 1927      | [ 1 ] [ 2 ]       |
| Krematorium                             | Krematorium v Olomouci                  | Neředín Třída Míru – Ústřední hřbitovy 49°35′47″ s. š., 17°13′2″ v. d. | Alois Šajtar         | 1927-1932 | [ 3 ]             |
| Administrativní a skladištní budova ASO | Administrativní a skladištní budova ASO | Olomouc-město Legionářská 7 49°35′49″ s. š., 17°14′48″ v. d.           | Bohumír F. A. Čermák | 1931-1936 | [ 4 ] [ 5 ]       |
| Vila Josefa Andera                      |                                         | Svatý Kopeček Dvorského 36 49°37′42″ s. š., 17°20′24″ v. d.            | Bohumír F. A. Čermák | 1933-1934 | [ 4 ] [ 6 ] [ 7 ] |
| Vila Hanse Briesse                      |                                         | Nová Ulice Na Vozovce 12 49°35′35″ s. š., 17°14′31″ v. d.              | Jacques Groag        | 1933-1935 | [ 8 ]             |
| Vila Rudolfa Seidlera                   |                                         | Nová Ulice Václavkova 2 49°35′57″ s. š., 17°14′33″ v. d.               | Jacques Groag        | 1935      | [ 9 ] [ 10 ]      |
| Vila Františka Kousalíka                | Vila Františka Kousalíka                | Nová Ulice Na Vozovce 33 49°35′32″ s. š., 17°14′16″ v. d.              | Lubomír Šlapeta      | 1936      | [ 11 ]            |
| Vila Stanislava Nakládala               | Nakládalova vila                        | Nová Ulice Polívkova 35 49°35′26″ s. š., 17°14′30″ v. d.               | Lubomír Šlapeta      | 1936      | [ 9 ] [ 12 ]      |
| Rodinný dům Jana Mišauera               |                                         | Nová Ulice Skřivánčí 23 49°35′22″ s. š., 17°14′6″ v. d.                | Lubomír Šlapeta      | 1939      | [ 13 ] [ 14 ]     |